# Thomas Gray

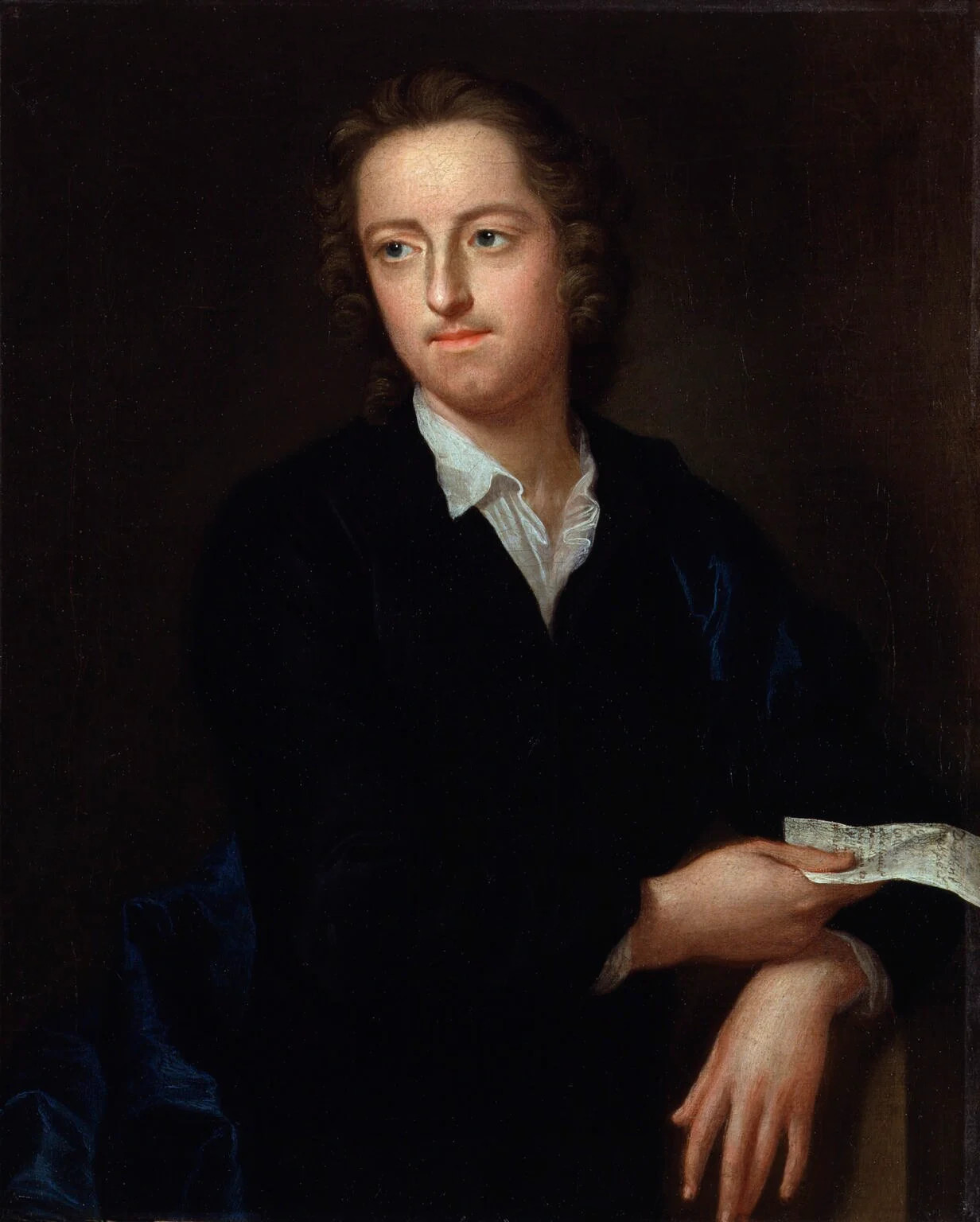
Thomas Gray

Thomas Gray (n. 26 decembrie 1716 - d. 30 iulie 1771) a fost un poet englez.
A activat ca profesor la Universitatea Cambridge.
Prin exprimarea sensibilități față de natură, înclinația spre melancolie și interesul pentru miturile vechi, lirica sa aparține tranziției de la clasicismul târziu la romantism.
Proza sa vădește un real simț al umorului.

## Scrieri
- 1751: Elegie scrisă într-un cimitir de țară ("Elegy Written in a Country Churchyard"), una dintre cele mai valoroase opere ale sale, devenită model al poeziei preromantice;
- 1754: Dezvoltarea poeziei ("The Progress of Poesy")
- 1757: Bardul ("The Bard")
- 1768: Parcele și coborârea lui Odin ("The Fatal Sisters and the Descent of Odin")
- 1768: Jurnal despre lacuri ("Journal of the Lakes").